# Wormaldia therapion
Wormaldia therapion är en nattsländeart som beskrevs av Schmid 1991. Wormaldia therapion ingår i släktet Wormaldia och familjen stengömmenattsländor. Inga underarter finns listade i Catalogue of Life.